# 佐々木茂 (野球)
佐々木 茂（ささき しげる、1949年3月20日 - ）は、岩手県出身の元プロ野球選手（投手）。

## 来歴・人物
大船渡高では、野球部に所属しておらず、バレー部に所属し国体にも出場している。
高校卒業後は、大船渡市場に入り、魚市場に勤め始めてから大船渡パイレーツという地元の軟式チームに入団。地方大会で活躍していた。その後は硬式の大船渡クラブで投げていたところヤクルトのスカウトの目にとまり、1972年にドラフト外でヤクルトアトムズに入団する。
1軍の試合には出場することなく、1978年に現役を引退した。その後は打撃投手も務めた。

## 詳細情報

### 年度別投手成績
- 一軍公式戦出場なし

### 背番号
- 58 （1973 - 1978年）
- 81 （1979 - 1980年）